# Atari Flashback
Atari Flashback – seria konsol z wbudowanymi grami, w latach 2004-2010 produkowana przez Atari, a następnie przez AtGames. Konsole pod względem wizualnym są wzorowane na Atari 2600 i Atari 7800, jednak nie posiadają gniazd na kartridże.

## Atari Flashback
Pierwszy model z serii Atari Flashback został wydany w 2004 roku. Konsola była wzorowana na Atari 7800 i posiadała dwa kontrolery, które również były wzorowane na tych z Atari 7800. System miał wbudowane dwadzieścia gier z konsol Atari 2600 i Atari 7800 wszystkie były wyprodukowane przez Atari i spółki siostrzane.
Hardware konsoli nie był stworzony przez Atari, lecz opierał się na klonie konsoli NES, przez co wygląd gier na Atari Flashback, różnił się znacząco od wyglądu oryginałów.

### Lista gier
Wszystkie poniższe gry; nie licząc gry Sabouteur; zostały wcześniej wydane na konsole Atari 2600 i Atari 7800

#### Atari 2600
- Adventure
- Air-Sea Battle
- Battlezone
- Breakout
- Canyon Bomber
- Crystal Castles
- Gravitar
- Haunted House
- Millipede
- Saboteur
- Sky Diver
- Solaris
- Sprintmaster
- Warlords
- Yars' Revenge

#### Atari 7800
- Asteroids
- Centipede
- Desert Falcon
- Charley Chuck’s Food Fight
- Planet Smashers

## Atari Flashback 2
Konsola Atari Flashback 2 była następczynią oryginalnej Atari Flashback z 2005 roku. Posiada czterdzieści wbudowanych gier z Atari 2600. Oprócz gier od firmy Atari kilka z wbudowanych tytułów to produkcje typu homebrew, które zostały stworzone przez entuzjastów, dwie z gier (Pitfall! i River Raid) były oryginalnie wyprodukowane przez Activision.
Wygląd Atari Flashback 2 jest wzorowany na konsoli Atari 2600 z 1977 roku, z tym, że jest od niej mniejsza i lżejsza. Flashback 2 posiada pięć przycisków na obudowie – włącznik, reset, lewy i prawy przycisk do wyboru poziomu trudności i select. Konsola ma dwa dżojstiki, wzorowane na tych z Atari 2600, które wpinane są do tylnej części konsoli, konsola obsługuje także oryginalne kontrolery z tej konsoli.
W przeciwieństwie do pierwszej konsoli z serii Flashback 2 posiadał komponenty stworzone przez Atari dzięki czemu konsola pracowała z grami w taki sam sposób jak oryginały, przez co udało się w pełni odwzorować wygląd i mechanikę tytułów.

### Lista gier
Wbudowane w konsolę gry zostały podzielone na cztery kategorie, które można było wybrać z poziomu konsoli.

#### Kategoria Adventure Territory
- Adventure
- Adventure II
- Haunted House
- Return To Haunted House
- Secret Quest
- Wizard

#### Kategoria Arcade Favorites
- Arcade Asteroids
- Arcade Pong
- Asteroids Deluxe
- Battlezone
- Centipede
- Lunar Lander
- Millipede
- Missile Command
- Space Duel

#### Kategoria Skill and Action Zone
- 3D Tic-Tac-Toe
- Aquaventure
- Atari Climber
- Combat
- Combat 2
- Dodge 'Em
- Fatal Run
- Frog Pond
- Hangman
- Human Cannonball
- Maze Craze
- Off The Wall
- Outlaw
- Pitfall!
- Radar Lock
- River Raid
- Save Mary
- Video Checkers
- Video Chess

#### Kategoria Space Station
- Caverns Of Mars
- Quadrun
- Saboteur
- Space War
- Yars' Return
- Yars' Revenge

#### Ukryte gry
Konsole posiadała również dwa ukryte tytuły, które wymagały kontrolera z pokrętłem, tzw. Paddle. Flashback 2 nie posiadała takich kontrolerów w związku z tym do grania w te tytuły potrzebne były oryginalne kontrolery z pokrętłem na Atari 2600.
- Super Breakout
- Warlords

## Atari Flashback Portable
Atari Flashback Portable to przenośna wersja konsoli Atari Flashback wydanie jej planowane było na 2008 rok, miała kosztować około 40$. Ostatecznie projekt ten został porzucony.

## Atari Flashback 2+
Atari Flashback 2+, została wydana w 2010 roku. Z puli jej tytułów usunięto gry: Pitfall!, River Raid, Wizard, Caverns of Mars i Atari Climber, dodano natomiast nową kategorię z grami sportowymi, w których znalazły się gry Realsports Boxing, Realsports Soccer, Super Baseball, Super Football i Double Dunk. Dodano także trzecią ukrytą grę – Circus Atari.

## Atari Flashback 3
W 2011 roku firma AtGames wyprodukowała Atari Flashback 3, konsola zawierała 60 wbudowanych tytułów z Atari 2600, a także dwa kontrolery, wygląd był podobny do konsol Flashback 2 i Flasback 2+ z niewielkimi różnicami. Flashback 3 używa emulacji opartej na procesorze ARM, mimo to podobnie jak poprzednik jest kompatybilna z oryginalnymi kontrolerami.

### Lista gier
- 3D Tic-Tac-Toe
- Adventure
- Adventure II
- Air-Sea Battle
- Aquaventure
- Asteroids
- Backgammon
- Basketball
- Battlezone
- Bowling
- Canyon Bomber
- Centipede
- Championship Soccer
- Circus Atari
- Combat
- Combat 2
- Demons to Diamonds
- Desert Falcon
- Dodge 'Em
- Double Dunk
- Fatal Run
- Flag Capture
- Frog Pond
- Fun with Numbers
- Golf
- Gravitar
- Hangman
- Haunted House
- Home Run
- Human Cannonball
- Maze Craze
- Miniature Golf
- Missile Command
- Night Driver
- Off the Wall
- Outlaw
- Realsports Baseball
- Realsports Basketball
- Realsports Soccer
- Realsports Volleyball
- Saboteur
- Save Mary
- Secret Quest
- Sky Diver
- Space War
- Sprintmaster
- Star Ship
- Steeplechase
- Submarine Commander
- Super Baseball
- Super Breakout
- Super Football
- Surround
- Swordquest: Earthworld
- Swordquest: Fireworld
- Video Checkers
- Video Chess
- Video Pinball
- Wizard
- Yars' Revenge

## Atari Flashback 4
13 listopada 2012 została wydana konsola Atari Flashback 4 przez firmę AtGames. Konsola niemal nie różni się od poprzednika pod względem wizualnym i sprzętowym, jedną z głównych nowości w systemie jest zastosowanie bezprzewodowych kontrolerów. Konsola posiada 75 wbudowanych gier – wszystkie z Flashback 3 i 15 nowych.

### Gry
Flashback 4 posiada wszystkie tytuły z konsoli Flashback 3, a także piętnaście nowych tytułów wymienionych poniżej:
- Breakout
- Crystal Castles
- Football
- Front Line
- Jungle Hunt
- Polaris
- Pong
- Return to Haunted House
- Slot Machine
- Slot Racers
- Space Invaders
- Stellar Track
- Street Racer
- Tempest
- Warlords

## Atari Flashback 5
Atari Flashback 5 wydano 1 października 2014 roku, jak dwie poprzednie konsole została wyprodukowana przez AtGames. Konsola nie różni się od poprzednika pod względem sprzętu. W tym modelu dodano 17 nowych gier, dając w sumie 92 tytuły.

### Gry
W tym modelu dodano 17 nowych gier wymienionych poniżej:
- Air Raiders
- Armor Ambush
- Astroblast
- Dark Cavern
- Frogs and Flies
- International Soccer
- Super Challenge™ Baseball
- Super Challenge™ Football
- Space Attack™
- Star Strike™
- Sea Battle
- Sword Fight
- Chase It
- Escape It
- Miss It
- Shield Shifter
- Strip Off

## Atari Flashback 6
Atari Flashback 6 wydano 15 października 2015 roku przez firmę AtGames. W tym wydaniu dodano osiem nowych tytułów, dając w sumie sto gier.

### Gry
W tym modelu dodano 8 nowych gier wymienionych poniżej:
- Atari Climber
- Indy 500™
- MotoRodeo
- Radar Lock
- Secret Quest
- Solaris
- Swordquest: Waterworld
- Yars' Return